# Camasca

Camasca é uma cidade hondurenha do departamento de Intibucá.